# Биеннале
Биенна́ле (от итал. biennale «двухгодичный»; лат. bis «дважды» + annus «год») — художественная выставка, фестиваль или творческий конкурс, проходящие раз в два года.
Самая известная биеннале — Венецианская, — существует с 1895 года. Другие примеры: «Манифеста», биеннале Уитни, биеннале в Сан-Паулу, в России — Ширяевская биеннале современного искусства, Красноярская музейная биеннале.
Со второй половины XX века крупные международные выставки (чаще всего в биеннальном формате) становятся основной площадкой презентации современного искусства.
По аналогии, триенна́ле — выставка, фестиваль или творческий конкурс, проходящие раз в три года.

## Биеннале и триеннале современного искусства
С 1990-х годов биеннале (и триеннале) становится ключевым форматом показа в области современного искусства. Как правило, организаторы приглашают какого-нибудь международно известного независимого куратора или группу кураторов (в случае Бергенской ассамблеи эта роль художественных координаторов называется конвенер), те приблизительно за год анонсируют тему или девиз своего выпуска биеннале и начинают подбирать художников для своего кураторского высказывания. Считается хорошим приёмом, чтобы заметная часть работ на биеннале была сделана художниками специально под этот проект после очной встречи с куратором и обсуждения с ним набора проблем, вокруг которых будет разворачиваться выставка.

## Некоторые известные биеннале
- Московская биеннале современного искусства
- Московская международная биеннале молодого искусства
- Международный театральный фестиваль им. А. П. Чехова
- Венецианская биеннале
- Вроцлавская биеннале[1]
- Стамбульская биеннале
- Шанхайская биеннале
- Флорентийская Биеннале
- Биеннале искусства в Сан-Паулу
- Ширяевская биеннале современного искусства
- Владивостокская Биеннале
- Биеннале поэтов в Москве
- Южно-российская биеннале современного искусства
- Международная биеннале иллюстрации в Братиславе
- Уральская индустриальная биеннале современного искусства
- Красноярская музейная биеннале
- Конкурс молодых музыкантов «Евровидение»
- Конкурс молодых танцоров «Евровидение»
- Bombay Beach Biennale